# Bryony Pitman
Bryony Pitman (Brighton, 13 de marzo de 1997) es una deportista británica que compite en tiro con arco, en la modalidad de arco recurvo.
Ganó una medalla de bronce en el Campeonato Mundial de Tiro con Arco al Aire Libre de 2019 y una medalla de plata en el Campeonato Europeo de Tiro con Arco al Aire Libre de 2024. En los Juegos Europeos consiguió dos medallas, oro en Minsk 2019 y oro en Cracovia 2023, ambas en la prueba de equipo.
Además, consiguió una medalla de plata en los Juegos Mundiales de 2022.
Cursó el grado de Estudios de Seguridad e Inteligencia en la Universidad Brunel de Londres.

## Palmarés internacional
| Campeonato Mundial al Aire Libre | Campeonato Mundial al Aire Libre | Campeonato Mundial al Aire Libre | Campeonato Mundial al Aire Libre |
| Año                              | Lugar                            | Medalla                          | Prueba                           |
| -------------------------------- | -------------------------------- | -------------------------------- | -------------------------------- |
| 2019                             | 's-Hertogenbosch (Países Bajos)  | Medalla de bronce                | Equipo                           |
| Juegos Europeos                  |                                  |                                  |                                  |
| Año                              | Lugar                            | Medalla                          | Prueba                           |
| 2019                             | Minsk (Bielorrusia)              | Medalla de oro                   | Equipo                           |
| 2023                             | Cracovia (Polonia)               | Medalla de oro                   | Equipo                           |
| Campeonato Europeo al Aire Libre |                                  |                                  |                                  |
| Año                              | Lugar                            | Medalla                          | Prueba                           |
| 2024                             | Essen (Alemania)                 | Medalla de plata                 | Equipo mixto                     |